# アニバル
アニバル（Anibal、男性、1940年11月5日 - 1994年3月4日）は、メキシコミチョアカン州トピレホ出身のプロレスラー（元覆面レスラー）。
本名はカルロス・イグナシオ・カリージョ・コントレラス（Carlos Ignacio Carrillo Contreras）。

## 来歴
出生地は諸説あり。1963年11月リングデビュー。当時のリングネームはカルロス・カリージョ。1965年よりアニバルのリングネームを用いる。
1970年12月26日にマシオ駒を破りNWA世界ミドル級王座を奪取。1971年8月6日に北沢幹之相手に防衛成功。EMLL（現:CMLL）を1975年に離れ、LLIを拠点にしUWA世界ミドル級王座、UWA世界ジュニアライトヘビー級王座などを奪取。1981年には全日本プロレス、新日本プロレスに来日。またプエルトリコのWWCやパナマ地区でも活動。
1990年に古巣CMLLに戻る。1991年にはマスカラ・アニョ・ドスミルにコントラ・マッチで敗れ素顔になり、1993年には引退、1994年に脳腫瘍で急死。
実子はエル・イホ・デ・アニバル。

## 得意技
アルヘリート（リバース・ロメロ・スペシャル）
ヘッドシザーズ・ホイップ
風車式バックブリーカー

## 獲得タイトル
メキシコ連邦区ボクシング・レスリング協会
ナショナルライトヘビー級王座
ナショナルミドル級王座
EMLL / CMLL
NWA世界ミドル級王座
UWA
UWA世界ミドル級王座
UWA世界ジュニアライトヘビー級王座
WWC
WWC世界ジュニアヘビー級王座
その他
ヨーロピアンミドル級王座